# Segle XXI
Formalment, el segle xxi comprèn el període d'anys entre l'1 de gener de 2001 fins al 31 de desembre de 2100, tots dos inclosos. El segle xxi ha estat anomenat per diversa gent com el Segle Africà considerant que aquest ha de ser el segle en què el continent ha de sortir de la seva situació socioeconòmica.

## Personatges destacats

### Política

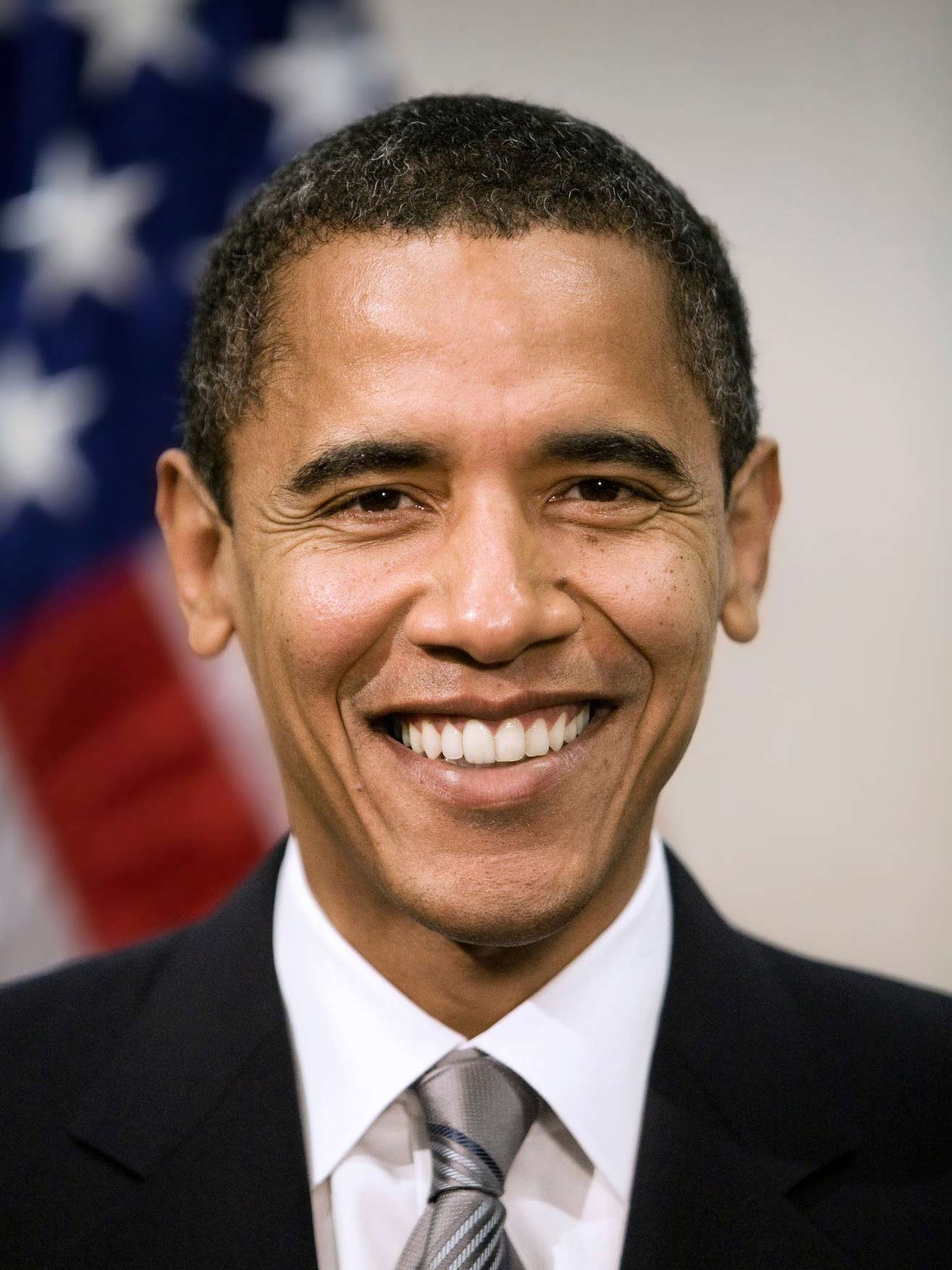
Barack Obama.

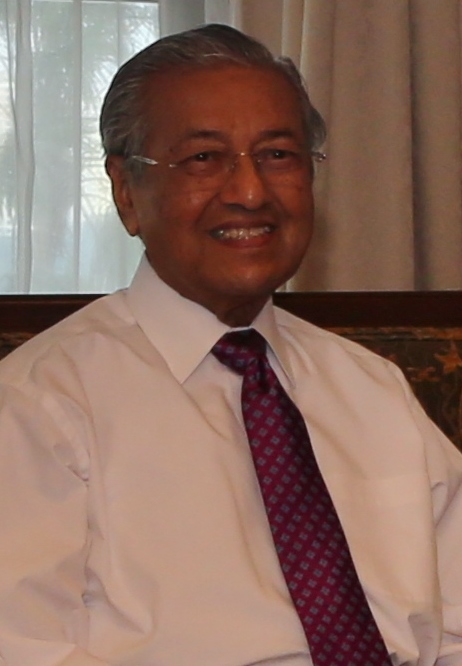
Mahathir bin Mohamad.

| - Silvio Berlusconi - Gordon Brown - George W. Bush - Raúl Castro - Hugo Chávez - Cristina Fernández de Kirchner - Donald Trump | - Angela Merkel - Evo Morales - Barack Obama - José Luis Rodríguez Zapatero - Nicolas Sarkozy - Vladímir Putin - Saddam Hussein - Mahathir bin Mohamad |

### Música
| - Coldplay - Britney Spears - Linkin Park - One Direction - Justin Bieber - Bad Bunny - My Chemical Romance | - Eminem - Beyoncé - Rihanna - Lady Gaga - Katy Perry - BTS | - Shakira - Taylor Swift - Twenty One Pilots - Billie Eilish - Aitana Ocaña Morales - Ariana Grande |

### Religió
- Benet XVI
- Papa Francesc

### Esport

#### Bàsquet
- Pau Gasol
- Shaquille O'Neal
- LeBron James
- Stephen Curry
- Michael Jordan

#### Ciclisme
- Chris Froome, tetracampió del Tour de França.
- Alberto Contador

#### Tennis

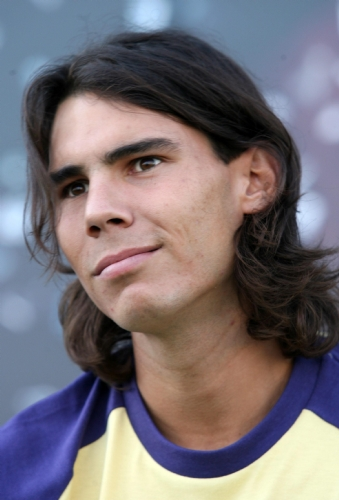
Rafael Nadal.

- Roger Federer, tennista suís guanyador de 20 Grand Slam i amb 237 setmanes consecutives al número 1 del rànking ATP (més que ningú).
- Rafael Nadal guanyador de 20 Grand Slam.
- Novak Đoković guanyador de 20 Grand Slam i amb 334 setmanes (no consecutives) al número 1 del rànking ATP (més que ningú).

#### Futbol
- Leo Messi
- Ronaldinho
- Ronaldo
- Cristiano Ronaldo
- Xavi Hernández
- Luis Figo

#### Automobilisme
- Fernando Alonso, bicampió mundial espanyol de Fórmula 1.
- Michael Schumacher, heptacampió del món de Fórmula 1.

- Lewis Hamilton heptacampió mundial de Fórmula 1.

#### Motociclisme
- Marc Márquez, sextacampió mundial català de Moto GP.
- Valentino Rossi
- Dani Pedrosa
- Pol Espargaró
- Jorge Lorenzo

### Altres
- Osama bin Laden